# Nicolas Heurteloup
Nicolas Heurteloup, né le 26 novembre 1750 à Tours (Touraine) et mort le 27 mars 1812 à Paris, est un médecin et chirurgien militaire français. Il succède à Pierre-François Percy et précède Dominique-Jean Larrey comme chirurgien en chef de la Grande Armée.

## Biographie
Nicolas Heurteloup naît le 26 novembre 1750 à Tours. Il y entame ses études médicales qu'il finit à Paris. 
Il épouse Marie-Thérèse-Christine-Victoire Delagrange (1772-1845), le 21 mai 1791 à Saint-Eustache de Paris.
Il s'engage ensuite dans l'armée au sein de laquelle il fait carrière sous l'Ancien Régime, la Révolution, le Consulat et l'Empire. Il atteint le grade de médecin-chef en 1790 et de premier chirurgien des armées en 1795. En 1804, il est inspecteur général du service de santé et chirurgien en chef de la Grande Armée en 1808, en remplacement de Percy.
Son travail lui vaut l'estime de l'Empereur qui le cite dans le bulletin qui fait suite à la bataille de Wagram, et le nomme officier de la Légion d'honneur en 1809 puis baron en 1810.
Gravement malade, il cède sa place à Larrey en 1812 et meurt un mois plus tard, le 27 mars 1812, à Paris.
Il a trois enfants :
- Charles-Louis-Stanislas, (1793-1864), auditeur au Conseil d'État, puis il étudie la médecine et est reçu docteur en 1823, ce sera un spécialiste urologues réputé ;
- Achille, (1802-1846), architecte ;
- Alphonsine.

Il est inhumé au cimetière de Montmartre dans une chapelle de la 22e division, avec son épouse, son fils l'architecte Achille-Victor, (1802-1846) et Magaty, (Madame Chrétien de Lacroix), décédée le 18 juin 1843. 
Il a donné son nom au boulevard Heurteloup, à Tours (délibération du conseil municipal de Tours du 23 novembre 1843).

## Distinctions
- Légion d'honneur[3] : 
  - Légionnaire (25 prairial an XII : 14 juin 1804), puis,
  - Officier (24 juillet 1809)